# Ptilinopus wallacii
Ptilinopus wallacii е вид птица от семейство Гълъбови (Columbidae).

## Разпространение
Видът е разпространен в Индонезия.